# Kirk Kerkorian
Kerkor "Kirk" Kerkorian (Fresno, 6 de junio de 1917-Beverly Hills, 15 de junio de 2015) fue un billonario armenio-estadounidense, presidente y director ejecutivo de Tracinda Corporation, su compañía privada con sede en Beverly Hills, California. Kerkorian fue conocido como una de las figuras que le dio forma a la ciudad de Las Vegas, Nevada, junto con el arquitecto Martin Stern, Jr. el «padre de los megaresorts».

## Biografía
Kirk Kerkorian nació el 6 de junio de 1917 en Fresno, California, de padres que inmigraron de Armenia. Después que se saliera de la escuela en el 8.º grado, pasó a ser un experto boxeador aficionado bajo la tutela de su hermano mayor, boxeando bajo el nombre de "Rifle Right Kerkorian" para ganar el Campeonato amateur del pacífico welterweight.
Kerkorian dividió su tiempo en su residencia de Beverly Hills y Nevada.
Su mansión es una de las residencias más caras y privadas de Beverly Hills. Él casi nunca daba entrevistas y raras veces aparecía en público. Aunque su fundación caritativa ha donado más de $200 millones y una escuela, nunca ha permitido que su nombre sea mencionado en su honor.
Su patrimonio neto en 2008, según la Revista Forbes, es de $16.0 mil millones, convirtiéndolo en la 41 persona más rica del mundo.
Falleció el 15 de junio de 2015 a los 98 años.